# Carnival
Carnival es un EP de música dance de Duran Duran lanzado originalmente a nivel mundial en septiembre de 1982 por EMI.

## Lista de canciones
Carnival es un EP de música dance de Duran Duran lanzado originalmente a nivel mundial en septiembre de 1982 por EMOS.

### 12": EMI / 1A 062Z-64942 (Países Bajos)
1. Hungry Like The Wolf (Night Version) - 5:12
2. Rio (Night Version) - 6:36
3. Planet Earth (Night Version) - 6:20
4. Girls On Film (Night Version) Mezcla alternativa - 5:45

### 12": EMI-Odeon / 10C 054-064942 (España)
1. Hungry Like The Wolf (Night Version) - 5:30
2. Rio (Night Version) Versión álbum- 5:39
3. Planet Earth (Night Version) - 6:20
4. Girls On Film (Night Version) Mezcla alternativa - 5:45

### 12": Harvest / DLP-15006 (Canadá,Estados Unidos)
1. Hungry Like The Wolf (Night Version) - 5:14
2. Girls On Film (Night Version) Versión álbum - 5:26
3. Hold Back The Rain (Carnival remix) - 7:00
4. My Own Way (Carnival remix) - 5:45

### 12": Toshiba-EMI / EMS-50125 (Japón)
1. Rio (Part II) (Full 7" mix) - 5:02
2. Hold Back The Rain (Re-mix) (Carnival Remix) - 7:03
3. My Own Way (Night Version) - 6:34
4. Hungry Like The Wolf (Night Version) - 5:14
5. New Religion (Carnival Remix) - 5:13

## Miembros
- Simon Le Bon - vocalista
- Nick Rhodes - teclados
- John Taylor - bajo
- Roger Taylor - batería
- Andy Taylor - guitarras

## Otras colaboraciones
- Colin Thurston - productor e ingeniero
- Renate - técnico
- Andy Hamilton - saxofón en "Rio"

- Datos: Q5753067